# Битва при Мюльхаузене (1914)
Би́тва при Мю́льхаузене (7—10 августа 1914 года) — одно из первых сражений Первой мировой войны. Завершилось победой германской армии и отходом французских войск, являлось частью Пограничного сражения 1914 года.

## Битва
Согласно французскому плану ведения войны против Германии («план № 17») перед французской армией стояла задача захватить Эльзас и Лотарингию, утраченные после франко-прусской войны.
Французское командование уделяло главное внимание именно захвату Эльзаса и Лотарингии, поэтому именно здесь развернуло наступательные действия. Первые бои между наступавшими французскими войсками и германской армией начались в 5 часов утра 7 августа.
После первоначальных боёв французам удалось захватить город Мюльхаузен. Занятие города французскими войсками было воспринято во Франции как праздник.
Однако 9 августа из Страсбурга прибыли германские резервы, и немцы начали теснить французские войска.
В конечном итоге французские войска вынуждены были отступить и оставить ранее захваченные позиции. Население города, ранее с радостью встретившее французов, подверглось со стороны немцев репрессиям.